# Tengerimakkok
A tengerimakkok (Balanidae) az állkapcsilábas rákok (Maxillopoda) osztályába és a Sessilia rendjébe tartozó család.

## Előfordulásuk
A tengerimakkok az egész világon megtalálhatók a sziklás tengerpartokon. Egyes fajok más állatokkal vitetik magukat. Bár az ember közvetlenül nem fenyegeti őket, a tengerimakkok fogékonyak a tengerszennyeződésre. Testükben koncentrálódnak a nehézfémek, főként a cink, így jó jelző szervezetei a cinkszennyeződésnek.

## Megjelenésük

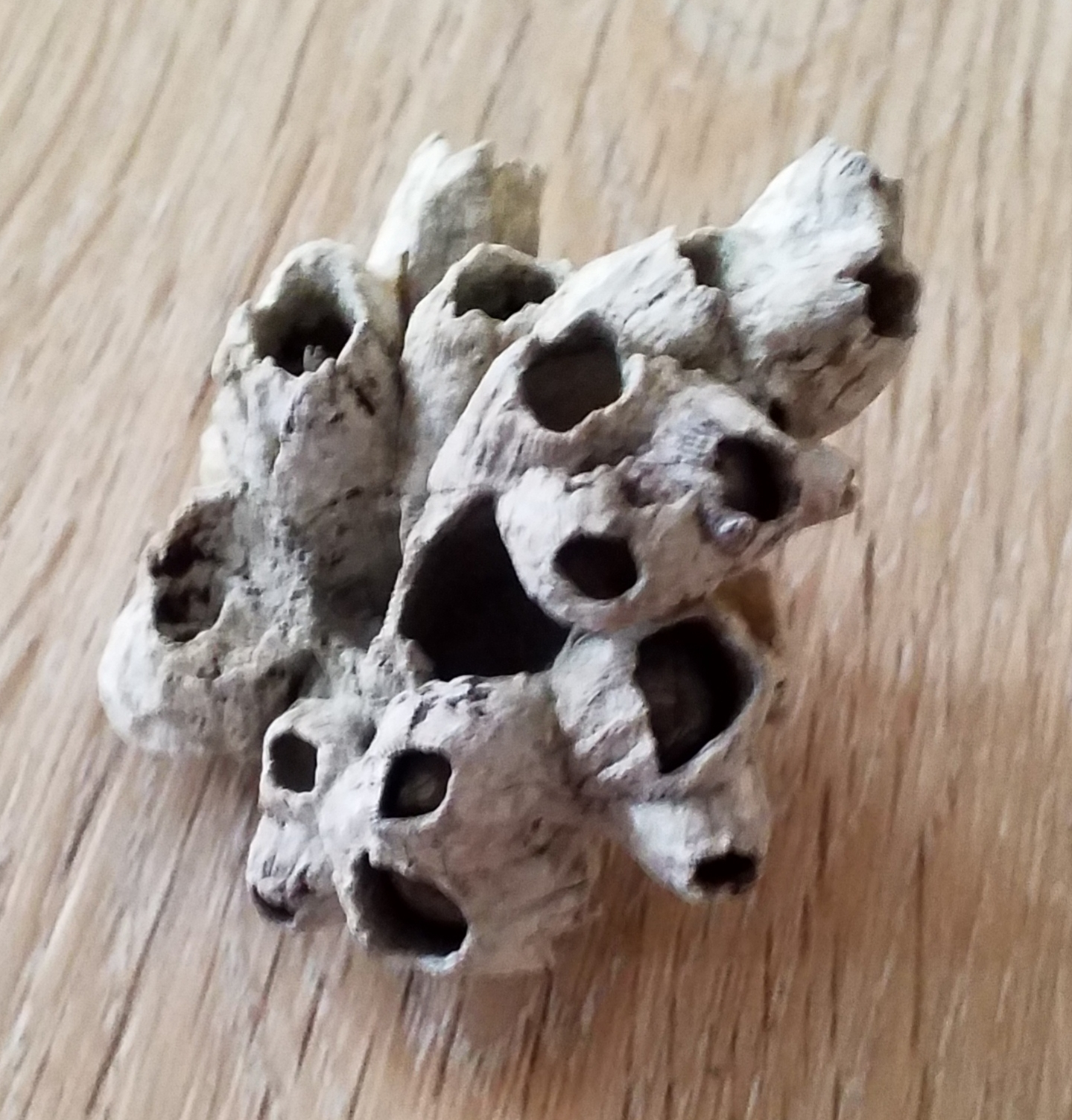

A tengerimakkok átmérője legfeljebb 3 centiméter. A ház fajtól függően négy-hat mészlemezből áll, és a fiatal tengerimakkoknál mészfehér. Idővel beborítják a szürkés-sárgás algák. A kiszögellő helyeken magasra nő, a védett területeken alacsonyabb. A fedőlemezeket izmok tartják, amelyek rövidülnek, hogy a barlangos test és a kacslábak felett összezáruljanak. A tengeri makk erős izommal tapad a sziklához. A kacslábak rugalmasak, átszűrik a vizet, és a táplálékrészecskéket bejuttatják a héjba. Dagálykor, amikor a tengeri makk víz alatt van, kinyitja a fedőlemezét, és kinyújtja kacslábait, apálykor pedig bezárja a fedőlemezét.

## Életmódjuk
Ezek a kacslábú állatok bármilyen kemény felületen megtelepednek: hajótörzsön, kagyló-, osztriga-, vagy rákhéjon, de akár a teknős páncélján is. Néhány faj még a bálnán és a tengeri kígyón is megtalálható. Egy négyzetméternyi sziklán akár 45 000 tengeri makkból álló kolónia is élhet. Táplálékuk mikroszkopikus méretű, vízben lebegő növények. A tengerimakkok maximum 5 évig élnek.

## Szaporodásuk
Bár a tengerimakkok kétivarúak (hímnős), a megtermékenyüléshez egy szomszédos tengeri makk közreműködése kell. A megtermékenyülés a testben megy végbe. A megtermékenyítéshez a tengerimakkok egy hosszú csövön keresztül továbbítják a spermát a szomszédhoz. Mielőtt a peték lárvává fejlődnének, négy hónapon át a tengeri makk testében maradnak. Ezután egy hónapig a planktonban lebegnek, majd egy sziklához rögzülve válnak kifejlett állattá.

## Rendszerezés
A tengerimakkok családjába az alábbi alcsaládok és nemek tartoznak:
- Amphibalaninae Pitombo, 2004
  - Amphibalanus Pitombo, 2004 - 21 faj
  - Fistulobalanus Zullo, 1984 - 12 faj
  - Tetrabalanus Cornwall, 1941 - 1 faj
- Balaninae
  - Balanus Costa, 1778 - 50 faj
  - Tamiosoma Conrad, 1857 - 2 faj
  - Zulloa Ross & Newman, 1996 - 1 faj
- Concavinae
  - Alessandriella Carriol, 2001 - 1 faj
  - Arossia Newman, 1982 - 9 faj
  - Chesaconcavus - 7 faj
  - Concavus Newman, 1982 - 2 faj
  - Menesiniella Newman, 1982 - 3 faj
  - Paraconcavus Zullo, 1992 - 6 faj
  - Perforatus Pitombo, 2004 - 1 faj
  - Zulloconcavus Carriol, 2001 - 1 faj
- Megabalaninae
  - Austromegabalanus Newman, 1979 - 7 faj
  - Fosterela Buckeridge, 1983 - 3 faj
  - Fosterella Buckeridge, 1983 - 1 faj
  - Megabalanus Hoek, 1913 - 38 faj
  - Notomegabalanus Newman, 1979 - 12 faj